# Ley de Lushka
En anatomía humana, la ley de Lushka se refiere a la relación entre los uréteres y los vasos ilíacos, dentro de una región especial del abdomen llamada retroperitoneo, antes de ingresar en la cavidad pélvica.
La ley describe que el uréter abdominal cruza a los vasos ilíacos de una manera diferente a la izquierda y a la derecha, esto debido a un ligero desplazamiento de la arteria aorta abdominal hacia la izquierda antes de dividirse en sus ramas terminales, las arterias ilíacas comunes.  En consecuencia, el uréter derecho cruza anteriormente a la arteria ilíaca externa derecha, aproximadamente a 1,5 cm por debajo de la bifurcación en arteria ilíaca externa e interna, mientras que el uréter izquierdo cruza la cara anterior de la arteria ilíaca común izquierda, aproximadamente a 1,5 cm por encima de la bifurcación propiamente dicha.
Si bien la ley puede variar ligeramente según la anatomía individual, esta ley anatómica es muy importante para los profesionales de la salud, pues entender sus relaciones ayudará a evitar daños accidentales en los uréteres y vasos ilíacos durante las intervenciones quirúrgicas.
Esta ley fue descrita por Hubert von Luschka, anatomista alemán del siglo XIX que dio nombre a varias estructuras anatómicas, tales como los agujeros, las criptas, y el conducto de Luschka.